# Golden Beach (Chypre)
 (juin 2025).
Pour les articles homonymes, voir Golden Beach.
La Plage Dorée (grec moderne : Χρυσή Ακτή / Chrysí Aktí ; turc : Altın Kumsal ; Golden Beach en anglais) est une large plage de sable, située sur l'île de Chypre près de Rizokarpaso dans la péninsule de Karpas'.
Elle s'étend sur environ quatre kilomètres. Sur la partie orientale, les dunes s'étendent jusqu'à 500 m vers l'intérieur des terres. La plage est séparée en deux sections par une petite colline, Adatepe, et par une grande dune de sable sans végétation.
La plage est une zone de nidification importante pour les tortues marines. Le camping sur la plage et dans les zones de protection environnantes est strictement interdit. La Golden Beach est également connue comme une plage nudiste non officielle (à l'ouest de la plage).

## Histoire
Au cours des premières années qui ont suivi l'invasion turque de Chypre en 1974, la plage dorée et la pointe de la péninsule de Karpaz étaient sous contrôle militaire turc et l'accès était restreint. Après la déclaration unilatérale d'indépendance en 1983, la zone est devenue un parc naturel et la protection a été encore renforcée en 1997 et 1998. La plage est restée sauvage, sans constructions, bien que d'anciens établissements aient dû pour cela être démolis.